# Axel Burman

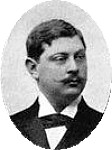
Axel Burman.

Axel August Burman, född 18 februari 1868 i Stockholm, död 17 februari 1909 på Brandalsund i Ytterjärna socken, var en svensk bankman och innehavare av firman Burman & Co.

## Biografi

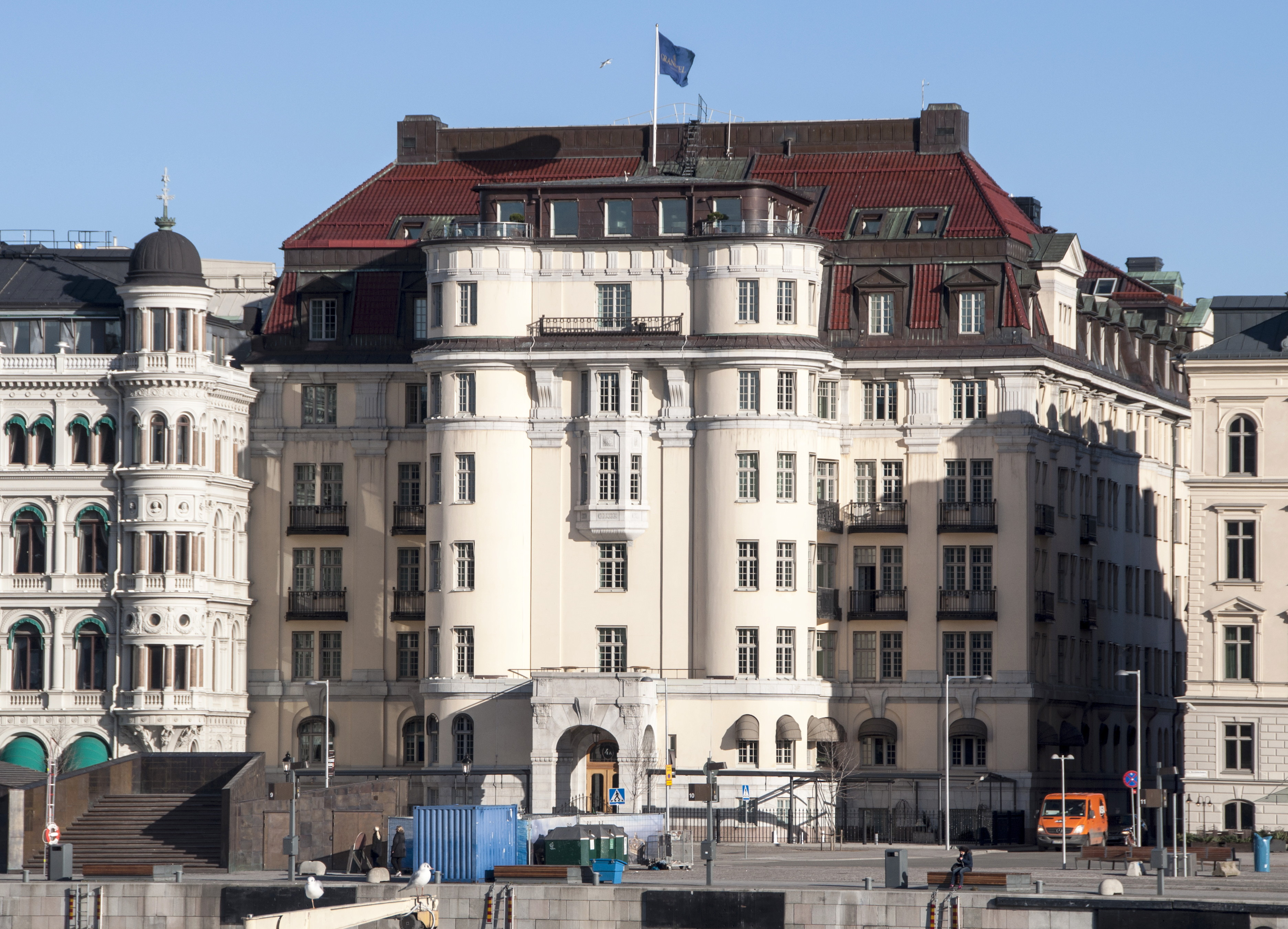
Burmanska palatset, 2014.

Burman började 1884 som 16-åring i Isaak Hirschs firma I Hirsch & Co i Stockholm. 1893 övertog han Hirschs affärsverksamhet när denne huvudsakligen började ägna sig åt byggnads- och tomtspekulationer. Vid övertagandet följde även några av Hirschs fastigheter med, exempelvis Älgen 23 vid Sturegatan 60.
Burman grundande flera företag och var styrelseledamot i en rad av dem. Även han blev en framträdande byggherre och fastighetsägare, bland annat för Centralpalatset i Stockholm (1896-1898) och för ombyggnaden av Räntmästarhuset (1890-tal). Han introducerade därmed en ny byggnadstyp i Stockholm, de så kallade affärshusen. Burman lät också uppföra det efter honom uppkallade Burmanska palatset på Södra Blasieholmshamnen nr 4 som stod färdig 1911, två år efter Burmans död. Han var delägare i Grand Hôtel, Stockholm.
År 1907 förvärvade Burman godset Brandalsund i Ytterjärna socken. Samma år var han Stockholms högst taxerade person, före Walther von Hallwyl. Burman var gift med Annie Josefina Adelaide Ekenmark (1865–1945). I juni 1912, några år efter makens död, kom hon att gifta om sig med arkitekten Ture Stenberg vilken hade utfört några uppdrag åt Burman. Burman avled på Brandalsund och fann sin sista vila på Norra begravningsplatsen där han gravsattes den 23 februari 1909. Brandalsund såldes av änkan 1912 vidare till hovstallmästare Edvard Cederlund.